# Čisté nulové emise

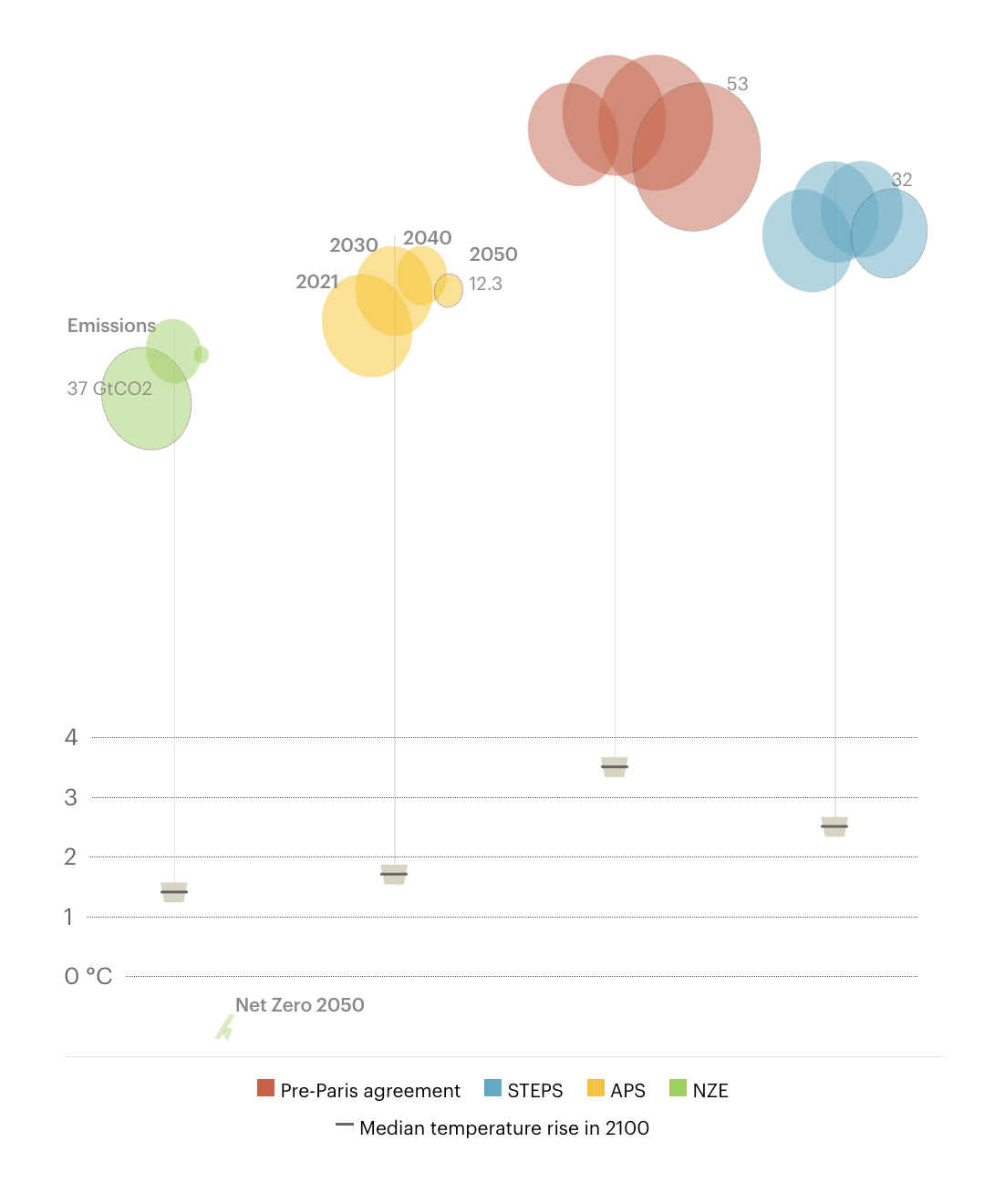
Odhadované globální oteplení do roku 2100 podle různých scénářů: Zelené body: Návrh Mezinárodní energetické agentury na snížení emisí spojených s energetikou na čistou nulu do roku 2050 je v souladu s omezením globálního oteplování na 1,5 °C. Modré tečky: Závazky nulových emisí a další závazky ke snížení emisí by omezily nárůst teploty na přibližně 1,7 °C. Žluté body: Vzhledem k tomu, že mnoho klimatických závazků není podpořeno politikami, politiky oznámené od roku 2022 by omezily nárůst teploty na přibližně 2,5 °C. Červené tečky: Před Pařížskou dohodou z roku 2015 se svět pohyboval na trajektorii globálního oteplování 3,5 °C.

Globální čisté nulové emise (často jen nulové emise) je stav, kdy jsou emise způsobené člověkem vyváženy pohlcením oxidu uhličitého způsobeným člověkem za určité časové období. V některých kontextech se „emisemi“ rozumí emise všech skleníkových plynů, v jiných kontextech pouze emise oxidu uhličitého (CO2).
Dosažení čistých nulových cílů vyžaduje opatření ke snížení emisí, například přechod od energie z fosilních paliv k udržitelným zdrojům energie. Aby organizace vyvážily své zbytkové emise, běžně je kompenzují nákupem uhlíkových kreditů. Pojmy čisté nulové emise, uhlíková neutralita a klimatická neutralita se často používají zaměnitelně.:s.22–24 V některých souvislostech se však těmto pojmům přikládá jiný význam, než jaký mají, například některé normalizační orgány povolují větší využití offsetů pro certifikaci uhlíkové neutrality než pro certifikaci čisté nulové emise.
V posledních několika letech se čistá nula stala dominantním rámcem pro klimatické ambice, kdy si země i organizace stanovují cíle čisté nuly. Dnes má cíl čisté nuly emisí více než 140 zemí, včetně některých zemí, které se v předchozích desetiletích klimatickým opatřením bránily. Cíle čisté nuly na úrovni jednotlivých zemí nyní pokrývají 92 % světového HDP, 88 % emisí a 89 % světové populace. Na úrovni společností má cíle čisté nuly 65 % z 2 000 největších veřejně obchodovaných společností podle ročního obratu a 63 % společností z žebříčku Fortune 500. Cíle společností jsou výsledkem dobrovolných opatření i vládních nařízení.
Navzdory rostoucímu rozšíření závazků a cílů se však požadavky na čistou nulu velmi liší v míře důvěryhodnosti a většina z nich má nízkou důvěryhodnost. 61 % celosvětových emisí oxidu uhličitého je sice pokryto nějakým cílem čisté nuly, ale důvěryhodné cíle pokrývají pouze 7 % emisí. Nízká důvěryhodnost cílů odráží nedostatek závazné regulace a potřebu pokračujících inovací a investic, které by umožnily dekarbonizaci.
Do poloviny roku 2023 přijalo 27 zemí vnitrostátní legislativu týkající se čistých nulových emisí – zákony přijaté zákonodárnou mocí, které obsahují cíle čisté nulové spotřeby nebo jejich ekvivalent. Zatímco v současné době neexistuje žádný vnitrostátní předpis, který by právně nařizoval společnostem se sídlem v dané zemi dosáhnout čisté nulové spotřeby, v několika zemích, zejména ve Švýcarsku, byla v roce 2023 tato legislativa připravována.

## Historie a vědecké zdůvodnění
Myšlenka čisté nuly vznikla na základě výzkumu z konce roku 2000, který se zabýval reakcí atmosféry, oceánů a koloběhu uhlíku na emise CO2. Tento výzkum zjistil, že globální oteplování se zastaví pouze tehdy, pokud se emise CO2 sníží na čistou nulu. Čistá nula byla základem cílů Pařížské dohody. Ta stanovila, že musíme „ve druhé polovině tohoto století dosáhnout rovnováhy mezi antropogenními emisemi ze zdrojů a pohlcováním skleníkových plynů propadem“. Termín „čistá nula“ získal popularitu poté, co Mezivládní panel pro změnu klimatu v roce 2018 zveřejnil svou Zvláštní zprávu o globálním oteplování o 1,5 °C (SR15), Tato zpráva uvedla, že „dosažení a udržení čistých nulových globálních antropogenních emisí CO2 a pokles čistého radiačního působení bez CO2 by zastavilo antropogenní globální oteplování v časovém horizontu několika desetiletí (vysoká spolehlivost)“.
Myšlenka čistých nulových emisí se často zaměňuje se „stabilizací koncentrací skleníkových plynů v atmosféře“. Jedná se o termín, který pochází z Úmluvy z Ria de Janeira z roku 1992. Oba pojmy nejsou totožné. Je tomu tak proto, že koloběh uhlíku neustále zachycuje nebo absorbuje malé procento kumulativních historických emisí CO2 způsobených člověkem do vegetace a oceánu. K tomu dochází i poté, co se současné emise CO2 sníží na nulu. Pokud by se koncentrace CO2 v atmosféře udržovala na konstantní úrovni, mohly by některé emise CO2 pokračovat. Globální průměrné povrchové teploty by se však v důsledku postupného přizpůsobování teplot hlubokých oceánů zvyšovaly ještě po mnoho staletí. Pokud by se emise CO2, které jsou přímým důsledkem lidské činnosti, snížily na čistou nulu, koncentrace CO2 v atmosféře by se snížila. To by se dělo právě tak rychle, aby se toto přizpůsobení hlubokého oceánu vyrovnalo. Výsledkem by byly přibližně konstantní globální průměrné povrchové teploty po desetiletí nebo staletí.
Rychlejší bude dosažení nulových čistých emisí samotného CO2 než CO2 plus dalších skleníkových plynů, jako je methan, oxid dusný a fluorované plyny. Cílové datum nulových čistých emisí jiných než CO2 je pozdější, částečně proto, že modeláři předpokládají, že některé z těchto emisí, jako je methan ze zemědělství, je obtížnější postupně odstranit. Emise plynů s krátkou životností, jako je methan, se v klimatickém systému neakumulují stejným způsobem jako CO2. Proto není nutné je snížit na nulu, aby se zastavilo globální oteplování. Snížení emisí plynů s krátkou životností totiž způsobuje okamžitý pokles výsledného radiačního působení. Radiační síla je změna energetické bilance Země, kterou tyto plyny způsobují. Tyto silné, ale krátkodobé plyny však krátkodobě zvýší teploty. To by případně mohlo způsobit, že nárůst teploty překročí hranici 1,5 °C mnohem dříve. Komplexní cíl nulových čistých emisí by zahrnoval všechny skleníkové plyny. To by zajistilo, že bychom urychleně snížili i emise plynů, které nejsou CO2.

## Terminologie
Země, místní samosprávy, podniky a finanční instituce se mohou zavázat k dosažení nulových čistých emisí. Při jednáních o klimatu tyto skupiny označujeme jako aktéry.
V diskusích o změně klimatu často používáme termíny čistá nula, uhlíková neutralita a klimatická neutralita, jako by znamenaly totéž::s.22–24 V některých kontextech však mají navzájem odlišný význam. Následující oddíly to vysvětlují. Lidé tyto pojmy často používají bez přísných standardních definic.

## Implementace
Od roku 2015 výrazně vzrostl počet subjektů, které se zavázaly k nulovým čistým emisím. Objevilo se mnoho norem, které vykládají koncept čistých nulových emisí a zaměřují se na měření pokroku při dosahování cílů čisté nuly.:s.38 Některé z těchto norem jsou robustnější než jiné. Někteří lidé kritizují slabé standardy za to, že usnadňují greenwashing: OSN, UNFCCC, Mezinárodní organizace pro normalizaci (ISO) a iniciativa Science Based Targets (SBTi) prosazují robustnější normy.

### Typy skleníkových plynů
Některé cíle usilují o dosažení nulových čistých emisí pouze u oxidu uhličitého. Jiné se zaměřují na dosažení nulových čistých emisí všech skleníkových plynů. Robustní normy čisté nuly uvádějí, že cíle daného subjektu by měly zahrnovat všechny skleníkové plyny.
Někteří autoři uvádějí, že strategie uhlíkové neutrality se zaměřují pouze na oxid uhličitý, ale čistá nula zahrnuje všechny skleníkové plyny, nicméně některé publikace, například národní strategie Francie, používají termín „uhlíková neutralita“ ve smyslu čistého snížení všech skleníkových plynů. K březnu 2021 neupřesnily, které skleníkové plyny budou do jejich cíle zahrnuty.

### Rozsahy zdrojů emisí
Protokol o skleníkových plynech je skupina standardů, které jsou nejběžnější v oblasti účtování skleníkových plynů a odrážejí řadu zásad účtování. Patří mezi ně relevance, úplnost, konzistentnost, transparentnost a přesnost. standardy rozdělují emise do tří rozsahů:
Rozsah 1 zahrnuje všechny přímé emise skleníkových plynů v rámci podniku (vlastněného nebo kontrolovaného společností). Zahrnuje palivo spálené společností, používání firemních vozidel a fugitivní emise.
Rozsah 2 zahrnuje nepřímé emise skleníkových plynů ze spotřeby nakoupené elektřiny, tepla, chlazení nebo páry. Od roku 2010 nejméně třetina celosvětových emisí skleníkových plynů spadá do Rozsahu 2.
Zdroje emisí Rozsahu 3 zahrnují emise od dodavatelů a uživatelů výrobků (známé také jako „hodnotový řetězec“). Součástí tohoto rozsahu je také doprava zboží a další nepřímé emise. Odhaduje se, že tyto emise v rozsahu 3 představují 75 % všech emisí vykázaných v rámci projektu Carbon Disclosure Project, i když se tento podíl v jednotlivých odvětvích podnikání značně liší.
Podnikové cíle čisté nuly se liší v tom, jak široce pokrývají emise související s činností podniku. To může značně ovlivnit objem započítávaných emisí. Některé ropné společnosti například tvrdí, že jejich činnost (Rozsah 1 a 2) produkuje čisté nulové emise. Tato tvrzení se nevztahují na emise vznikající při spalování ropy zákazníky, které tvoří 70–90 % emisí souvisejících s ropou. Ty se totiž počítají do Rozsahu 3.
Robustní standardy čisté nulové emise vyžadují započítání emisí Rozsahu 3, ale standardy „uhlíkové neutrality“ je nezapočítávají.

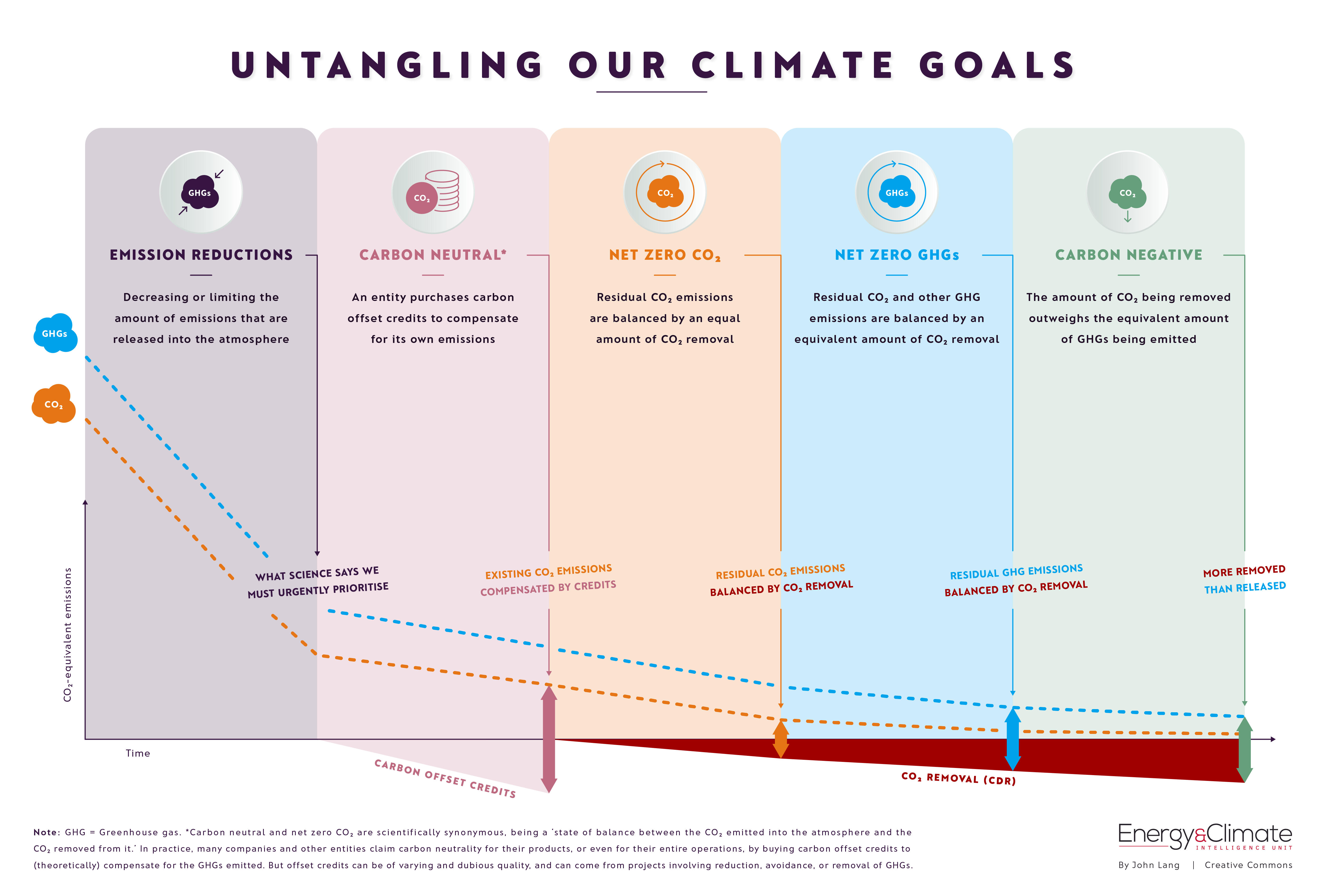
Pojmy „uhlíkově neutrální“ a „čistá nula“ jsou politiky, podniky a vědci často používány zaměnitelně. Někteří odborníci používají tyto pojmy odlišně, jak ukazuje tento graf.

#### Snižování emisí
Důsledné normy čisté nuly vyžadují, aby subjekty co nejvíce snížily své vlastní emise podle vědecky podložených postupů. Své zbytkové emise pak musí vyrovnávat pomocí pohlcování a kompenzací.:s.12 To obvykle zahrnuje přechod od fosilních paliv k udržitelným zdrojům energie. Zbytkové emise jsou emise, jejichž snížení není z technologických důvodů praktické.
Odborníci a rámce čisté nulové emise se neshodnou na přesném procentu zbytkových emisí, které mohou být povoleny: Většina pokynů navrhuje, aby byly omezeny na malý zlomek celkových emisí. Kolik, to by určily faktory specifické pro dané odvětví a geografické faktory. Podle iniciativy Science Based Targets by se zbytkové emise ve většině odvětví měly pohybovat v rozmezí 5–10 % výchozích emisí firmy. V některých odvětvích s konkurenceschopnými alternativami, jako je energetika, by měly být ještě nižší. V odvětvích, jako je těžký průmysl, kde je obtížnější snižovat emise, bude pravděpodobně do roku 2050 procento zbytkových emisí vyšší.
ISO a British Standards Institution (BSI) vydávají normy „uhlíkové neutrality“, které mají vyšší toleranci zbytkových emisí než normy „čisté nuly“, například BSI PAS 2060 je britská norma pro měření uhlíkové neutrality. Podle těchto norem je uhlíková neutralita krátkodobým cílem, zatímco čistá nula je cílem dlouhodobým.

#### Odstraňování uhlíku a kompenzace
K vyrovnání zbytkových emisí mohou subjekty přijmout přímá opatření k odstranění oxidu uhličitého z atmosféry a jeho zachycení. Alternativně nebo navíc mohou nakupovat uhlíkové kredity, které „kompenzují“ emise. Uhlíkové kredity lze použít k financování projektů odstraňování uhlíku, jako je například zalesňování.
Přísné normy, jako jsou normy ISO a BSI „čistá nula“, umožňují pouze kompenzace založené na odstraňování, které mají stejnou trvalost jako skleníkové plyny, které vyrovnávají. Tento koncept nazýváme odstraňování „jakoby za podobné“. Trvalost znamená, že odstraňování musí uchovávat skleníkové plyny po stejnou dobu, jako je životnost emisí skleníkových plynů, které vyrovnávají. Například methan má v atmosféře životnost přibližně 12 let. Oxid uhličitý má životnost mezi 300 a 1 000 lety. Proto musí odstraňování, které vyrovnává oxid uhličitý, trvat mnohem déle než odstraňování, které vyrovnává methan.
Z uhlíkových kreditů lze také financovat iniciativy, jejichž cílem je zamezit emisím. Příkladem mohou být modernizace v oblasti energetické účinnosti nebo projekty obnovitelných zdrojů energie. Vyhnuté kompenzace emisí jsou výsledkem opatření, která snižují emise ve srovnání s výchozím stavem nebo status quo. Neodstraňují však emise z atmosféry. Slabé normy, jako jsou normy ISO a BSI pro „uhlíkovou neutralitu“, umožňují organizacím využívat uhlíkové kredity za zamezení emisí. Nespecifikují, jak trvalý nebo trvanlivý musí kredit být.
Kompenzování uhlíkových emisí bylo kritizováno z několika hledisek. Jednou z důležitých obav je, že offsety mohou oddálit aktivní snižování emisí. Ve zprávě Transnational Institute z roku 2007 Kevin Smith přirovnal uhlíkové offsety ke středověkým odpustkům. Podle něj umožňují lidem platit „offsetovým společnostem za to, že je zprostí jejich uhlíkových hříchů.“ To podle něj umožňuje přístup „business as usual“, který potlačuje požadované zásadní změny. Mnoho lidí offsety kritizovalo za to, že hrají roli v greenwashingu. Tento argument se objevil v rozhodnutí dozorčího orgánu z roku 2021 proti společnosti Shell.
Volná regulace tvrzení systémů uhlíkových kompenzací v kombinaci s obtížemi při výpočtu sekvestrace skleníkových plynů a snížení emisí rovněž vyvolala kritiku. Tento argument spočívá v tom, že to může vést k tomu, že systémy ve skutečnosti dostatečně nekompenzují emise. Byly podniknuty kroky k vytvoření lepší regulace. Organizace spojených národů provozuje od roku 2001 certifikační proces pro uhlíkové offsety. Ten se nazývá Mechanismus čistého rozvoje a jeho cílem je stimulovat „udržitelný rozvoj a snižování emisí a zároveň poskytnout průmyslově vyspělým zemím určitou flexibilitu v tom, jak plnit své cíle v oblasti omezování emisí.“ Vládní výbor Spojeného království pro změnu klimatu tvrdí, že k vykazovanému snížení nebo odstranění emisí by mohlo dojít i tak, resp. by nemuselo trvat do budoucna. A to navzdory zlepšení standardů v celosvětovém měřítku i ve Spojeném království.
Objevuje se také kritika nepůvodních a monokulturních lesních plantáží jako uhlíkových kompenzací. Důvodem je jejich „omezený – a někdy negativní – vliv na původní biologickou rozmanitost“ a další ekosystémové služby.
Většina uhlíkových kreditů na současném dobrovolném trhu nesplňuje standardy OSN, UNFCCC, ISO ani SBTi pro trvalé odstraňování oxidu uhličitého, takže k dosažení čistých nulových cílů do poloviny století budou pravděpodobně nutné značné investice do zachycování a trvalého geologického ukládání uhlíku.

### Časový rámec
Pro dosažení čisté nuly se subjektům doporučuje, aby si stanovily čisté nulové cíle pro rok 2050 nebo dříve. Dlouhodobé čisté nulové cíle by měly být doplněny průběžnými cíli pro každý jeden rok až pět let. OSN, UNFCCC, ISO a SBTi uvádějí, že organizace by měly upřednostňovat včasné, předběžné snižování emisí. Říkají, že by měly usilovat o snížení emisí na polovinu do roku 2030. Konkrétní cíle a cesty snižování emisí mohou pro různá odvětví vypadat různě. Některá mohou být schopna dekarbonizace rychleji a snadněji než jiná.

### Komplexní účetnictví
V pokynech normalizačních institucí se uvádí, že organizace by si měly zvolit základní rok pro měření snížení emisí. Ten by měl být reprezentativní pro jejich typický profil skleníkových plynů. Měly by vysvětlit výběr výchozího období a způsob, jakým zohlední změny podmínek od výchozího období. Finanční organizace by měly zahrnout i emise v rámci svého portfolia. Měly by zahrnout všechny organizace, které financovaly, do kterých investovaly nebo které pojistily. Země a regiony by měly zahrnout jak emise uvolněné na jejich území, tak emise ze spotřeby související s výrobky a službami dováženými a spotřebovávanými na jejich území.
Města a země představují při výpočtu emisí problém. Je to proto, že výroba výrobků a služeb v rámci jejich hranic může být spojena buď s vnitřní spotřebou, nebo s vývozem. Zároveň obyvatelstvo spotřebovává i dovážené výrobky a služby. Je tedy důležité výslovně uvést, zda se emise počítají v místě výroby nebo spotřeby. To pomáhá zabránit dvojímu započítávání. Dlouhé výrobní řetězce na globalizovaném trhu to mohou ztěžovat. Další problémy vznikají při pohledu na systémy obnovitelné energie a baterie pro elektrická vozidla. Důvodem je skutečnost, že při měření emisí během životního cyklu je často významná nezbytná ztělesněná energie a další účinky těžby surovin. Místní emise v místě jejich použití však mohou být malé.

### Spravedlnost a dopad
Koncept čisté nuly se setkal s kritikou kvůli dopadu, který by mohl mít na spravedlnost a distribuci. Obzvláště kontroverzní je používání odstraňování nebo uhlíkových kreditů pro kompenzaci. Důvodem je možnost, že samotné offsetové projekty by mohly mít škodlivé účinky. V pokynech ISO Net Zero se uvádí, že strategie čisté nuly by měly být v souladu s Cíli udržitelného rozvoje OSN, a to proto, aby se „podpořila spravedlnost a globální přechod k ekonomice s čistou nulou a jakékoli následné globální cíle OSN, které nahradí cíle udržitelného rozvoje do roku 2030. Kampaň UNFCCC Race to Zero uvádí, že snižování a odstraňování emisí by mělo "chránit práva nejzranitelnějších lidí a komunit". Organizace by podle ní měly zveřejnit, jak budou podporovat komunity postižené dopady změn klimatu a klimatickou transformací.

### Soulad s globálním cílem čisté nuly
Expertní skupina OSN na vysoké úrovni pro závazky nestátních subjektů v oblasti čistých nulových emisí vydala několik doporučení pro nestátní subjekty. Mezi nestátní subjekty patří města, regionální vlády, finanční instituce a korporace. Jedním z nich je nefinancovat rozvoj nových fosilních paliv. Dalším je podpora silné politiky v oblasti klimatu. A dalším je zajištění toho, aby podnikatelské aktivity a investice nepřispívaly k odlesňování.:s.12–13

## Normy pro výrobky
Podle hlavních norem a pokynů mohou být výrobky (na rozdíl od podniků) certifikovány oficiálními akreditačními orgány jako uhlíkově neutrální, ale ne jako čisté nulové. Důvodem pro to je, že dokud organizace a jejich dodavatelské řetězce nejsou na cestě k čisté nule, bylo by v tomto okamžiku neupřímné a vedlo by to k greenwashingu.

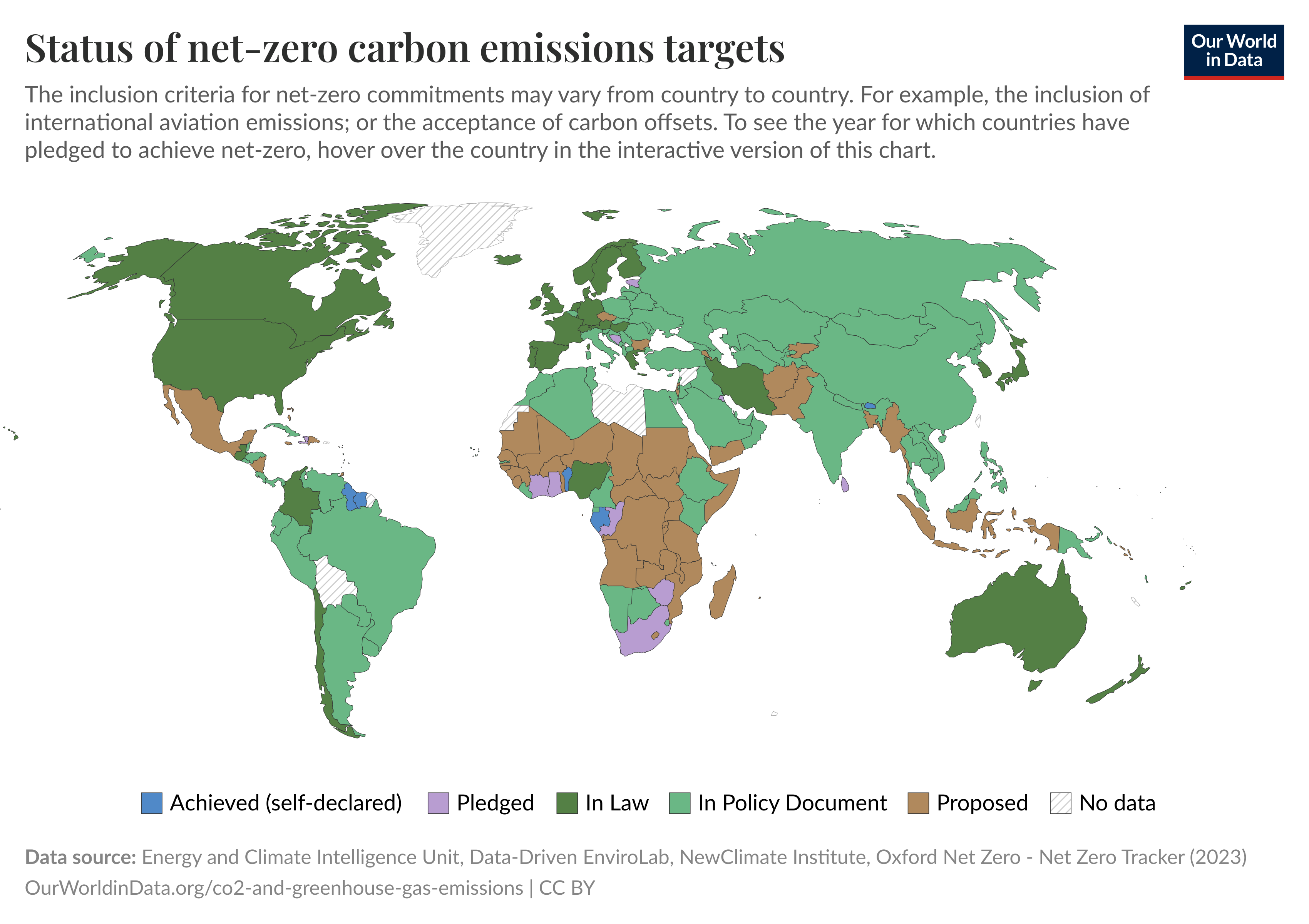
Stav cílů zemí v oblasti čisté nulové emise k listopadu 2021. Kritéria pro zařazení závazků čisté nuly se mohou v jednotlivých zemích lišit.

## Důvěryhodnost
Navzdory rostoucímu počtu států i organizací (soukromého i veřejného sektoru), které se zavazují k nulové spotřebě, zůstává důvěryhodnost těchto tvrzení nízká. Vzhledem k tomu, že neexistuje žádný závazný předpis, který by přechod na nulovou spotřebu nařizoval, byla drtivá většina závazků k nulové spotřebě přijata na dobrovolné bázi. Chybějící mechanismus prosazování těchto tvrzení znamená, že mnohá z nich jsou pochybná. Navíc v mnoha odvětvích, jako je výroba oceli, cementu a chemikálií, zůstává cesta k dosažení čisté nuly technologicky nejasná. Další investice do výzkumu a inovací, stejně jako další regulace, budou pravděpodobně nezbytné, pokud se má zvýšit důvěryhodnost prohlášení o čisté nule.
Výzkum konsorcia klimatologů sledujícího závazky čisté nuly zjistil, že ačkoli počet závazků čisté nuly formulovaných v právních předpisech nebo politické dokumentaci značně vzrostl, a to ze 7 % zemí v roce 2020 na 75 % v roce 2023, jen velmi málo z nich splnilo minimální požadavky na „slušný závazek“, neboli to, co je v Race to Zero známé jako „kritéria startovní čáry“, která uvádí, že kromě deklarovaného závazku musí mít „plán a zveřejněné důkazy o opatřeních přijatých k dosažení cíle“.

### Úloha uhlíkových kreditů
Hlavním důvodem nízké důvěryhodnosti mnoha tvrzení o čisté nulové spotřebě je velká závislost na uhlíkových kreditech. Uhlíkové kredity se často používají pro kompenzaci a představují snížení nebo odstranění emisí oxidu uhličitého nebo jiných skleníkových plynů provedené za účelem kompenzace emisí provedených jinde. Například mnoho společností vyrábějících fosilní paliva se zavázalo, že do roku 2050 dosáhnou čisté nuly, zatímco jejich těžební postupy nadále zvyšují emise skleníkových plynů. Tato tvrzení vycházejí z ujištění fosilních společností, že budou využívat uhlíkové kredity a technologie zachycování uhlíku, aby mohly pokračovat v těžbě a spalování fosilních paliv, a OSN je odsoudila jako nebezpečné příklady greenwashingu.

## Termín do roku 2050
Mnoho společností se často zavazuje, že do roku 2050 dosáhnou nulových čistých emisí. Tyto sliby jsou často dávány na podnikové úrovni a vlády i mezinárodní agentury vyzývají podniky, aby přispěly k národnímu nebo mezinárodnímu závazku nulových čistých emisí. Mezinárodní energetická agentura předpovídá, že celosvětové investice do nízkouhlíkových náhrad fosilních paliv musí do roku 2030 dosáhnout 4 bilionů USD ročně, aby se svět do roku 2050 dostal na čistou nulu. Na národní úrovni zveřejnil strategii směřující k čisté nule také americký prezident Joe Biden a vyzval Američany, aby podnikli kroky k následování dosažení čisté nuly pro USA, a Biden podepsal nařízení pro vládní agentury, aby do roku 2050 dosáhly čisté nuly. Mezi společnosti, které se zavázaly k nulové čisté spotřebě do roku 2050, patří německý výrobce vlaků Siemens, americká automobilka Ford a tchajwanský výrobce elektroniky Foxconn. Kromě toho časopis Forbes zveřejnil seznam amerických společností, které dosáhly největšího pokroku na cestě k nulové čisté spotřebě s cíli do roku 2050 nebo dříve; od září 2023 jsou na čele tohoto seznamu společnosti Moody's, MSCI a Northrop Grumman.
Některé skupiny vyjádřily obavy, že čisté nuly nelze celosvětově dosáhnout do roku 2050. Energetická společnost ExxonMobil vyjádřila obavy, že světová ekonomika nemůže dosáhnout čisté nuly do roku 2050 vzhledem k vysoké ztrátě životní úrovně, kterou by lidstvo muselo obětovat, aby dosáhlo čisté nuly, a proto předpověděla, že je „velmi nepravděpodobné“, že svět celkově dosáhne čisté nuly do roku 2050. Jiné skupiny, například redakce Bloombergu a investiční bankéř Mark Carney, uvedly, že čistá nula je možná pouze s jadernou energií.

## Kritika
Klimatologové James Dyke, Robert Watson a Wolfgang Knorr tvrdí, že koncept čisté nuly je pro snižování emisí škodlivý, protože umožňuje aktérům odkládat současné snižování emisí a spoléhat se na budoucí, neprokázaná technologická řešení (kompenzace uhlíku, odstraňování oxidu uhličitého a geoinženýrství): „Problémy nastávají, když se předpokládá, že tato [technologická řešení] mohou být nasazena v obrovském měřítku. To ve skutečnosti slouží jako bianko šek pro pokračující spalování fosilních paliv a urychlení ničení přírodních stanovišť“. Na základě sledování historie předchozích neúspěchů klimatické politiky při snižování emisí v letech 1988–2021 „dospěli k bolestnému poznání, že myšlenka čisté nuly poskytla licenci k bezohledně bezstarostnému přístupu 'spalte teď, zaplaťte později', v jehož důsledku emise uhlíku nadále rostou“. V závěru uvádějí: „Současná politika čisté nuly neudrží oteplování v mezích 1,5 °C, protože to nikdy nebylo jejím záměrem. Byly a stále jsou vedeny potřebou chránit běžné podnikání, nikoli klima. Chceme-li zachovat bezpečnost lidí, pak je nutné rozsáhlé a trvalé snižování emisí uhlíku provést hned. [...] Čas zbožných přání skončil.“
V březnu 2021 Tzeporah Bermanová, předsedkyně Iniciativy za nešíření fosilních paliv, tvrdila, že smlouva by byla skutečnějším a realističtějším způsobem, jak dosáhnout cílů Pařížské dohody, než přístup „čisté nuly“, který je podle ní „iluzorní a založený na špatné vědě“.
Eric Reguly z listu The Globe and Mail uvádí, že „závazky čisté nuly jsou vítané i pochybné. Většina z nich se vztahuje až na konec, což znamená, že většina škrtů má přijít až po roce 2030...“. Většina těchto cílů také předpokládá... stálý technologický pokrok a naprosté průlomy... Vývoz fosilních paliv nebude v národním účetnictví pro čistě nulový cíl figurovat.“
Ekonom Marc Lee ve své šestnáctistránkové zprávě Dangerous Distractions (Nebezpečná rozptýlení) uvádí, že „'čistá nula' má potenciál být nebezpečným rozptýlením, které snižuje politický tlak na dosažení skutečného snížení emisí...“ „Cíl čisté nuly znamená menší motivaci k dosažení 'skutečných nulových' emisí z fosilních paliv, což je úniková cesta, která udržuje obvyklý stav a oddaluje smysluplnější opatření v oblasti klimatu. ... Spíše než sázet na budoucí technologie odstraňování uhlíku by Kanada měla plánovat řízené ukončení výroby fosilních paliv a investovat veřejné zdroje do řešení v dobré víře, jako jsou obnovitelné zdroje a spravedlivý přechod od fosilních paliv.“

### Související stránky
- Uhlíková neutralita
- Uhlíková stopa
- Koalice pro uhlíkovou neutralitu
- Zelená dohoda pro Evropu
- Nízkouhlíková ekonomika